# Martin Landau
Martin Landau (født 20. juni 1928, død 15. juli 2017) var en amerikansk film- og tv-skuespiller kendt for sine roller i bl.a. tv-serien Mission: Impossible (1966-1969) og Space: 1999 (1975-1977), samt for sin prisvindende rolle som Bela Lugosi i filmen Ed Wood i 1994, for hvilken han vandt en Oscar for bedste mandlige birolle.

## Filmografi i udvalg
- Crimes and Misdemeanors (1989)
- Ed Wood (1994)
- EDtv (1998)
- Sleepy Hollow (1999)